# ولیکو دوریشت
ولیکو دوریشت (به لاتین: Veliko Dvorište) یک منطقهٔ مسکونی در بوسنی و هرزگوین است که در Dubica, Bosnia and Herzegovina واقع شده‌است.